# Disk’O

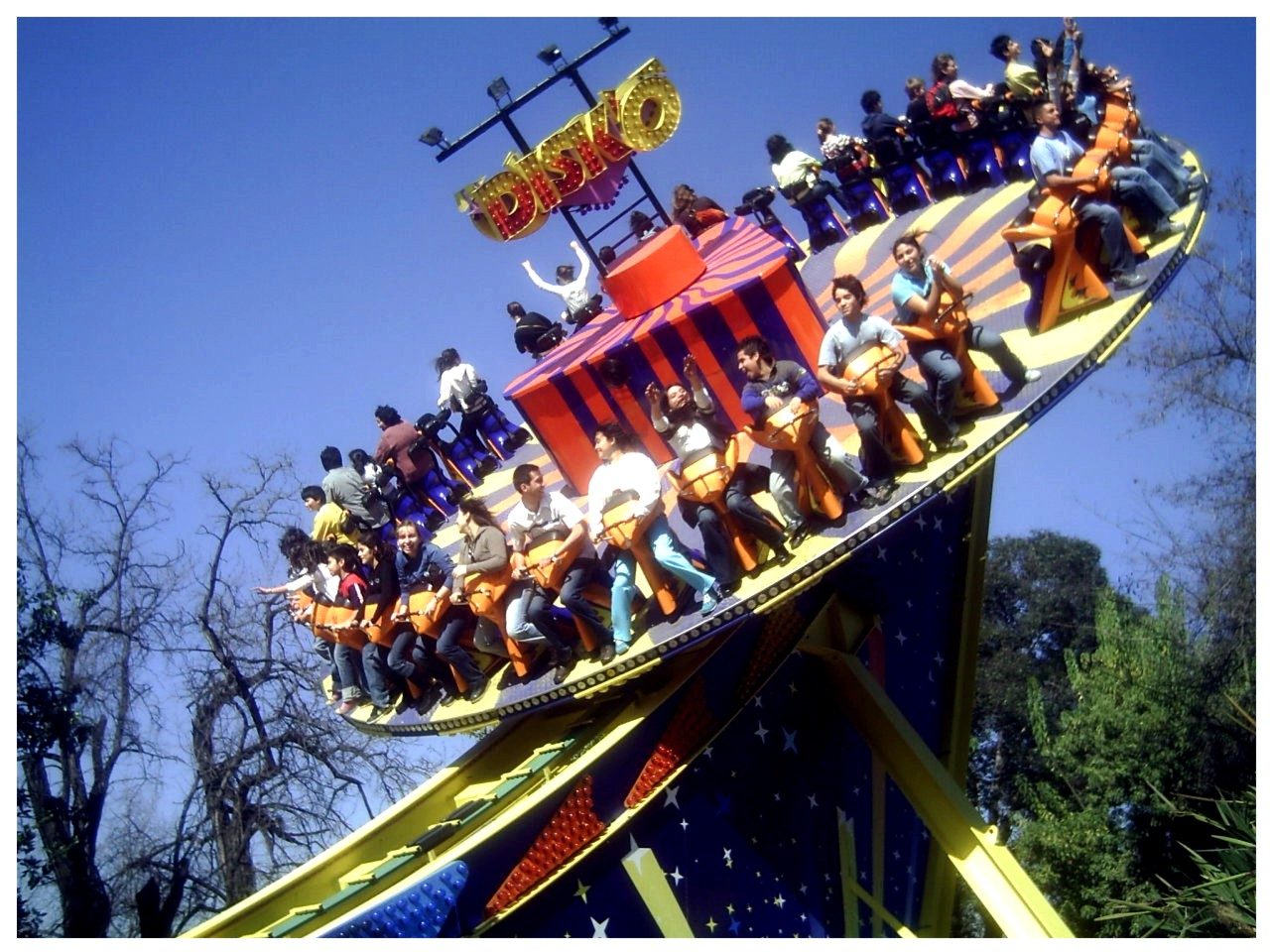
Disk’O in Aktion

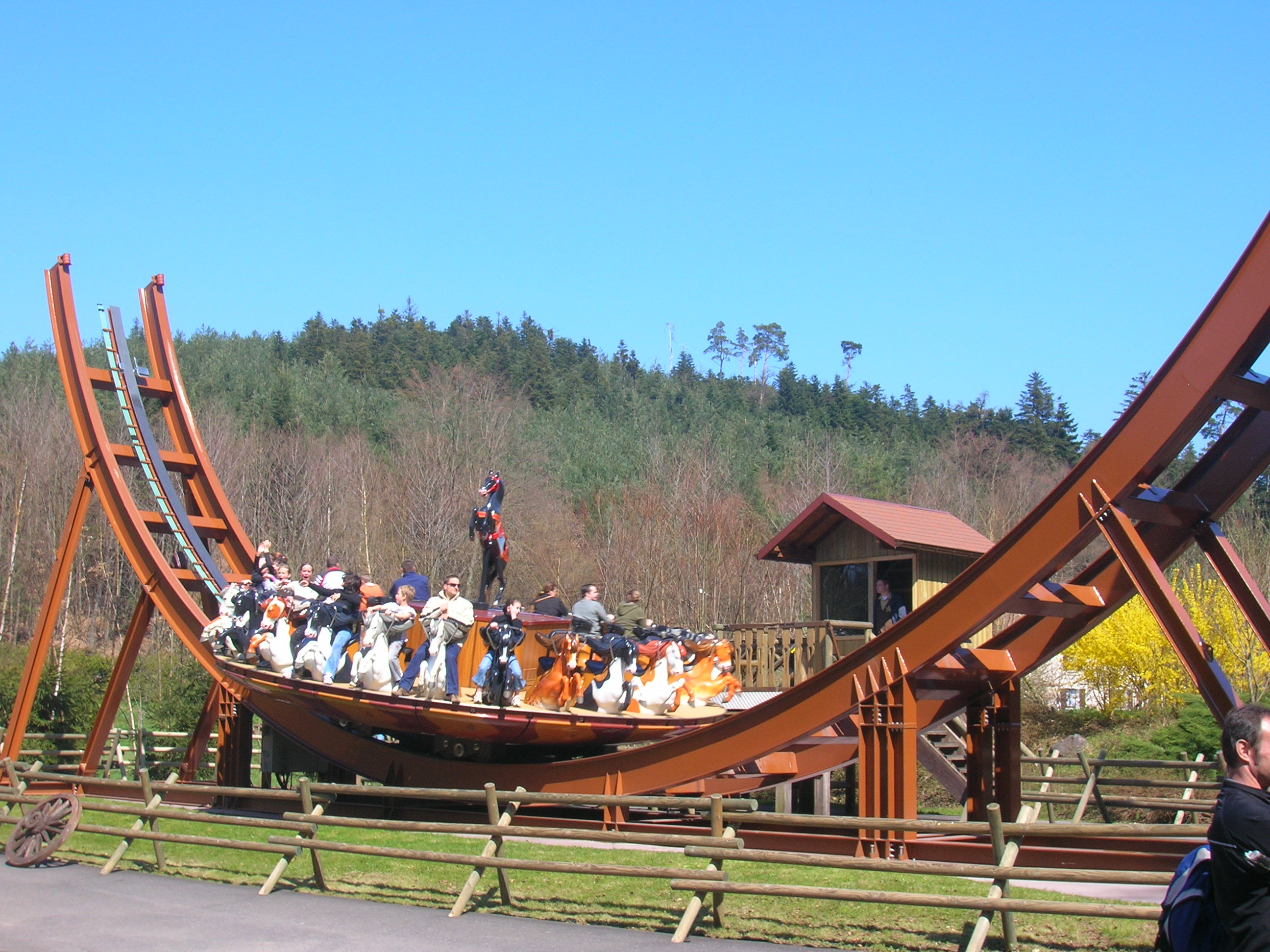
Disk’O in Fraispertuis City

Disk’O (andere Namen: Mega Disk’O, Disk’O Coaster) ist ein 2003 entworfenes Fahrgeschäft der italienischen Firma Zamperla Rides. Die Insassen sitzen auf einer kreisförmigen Plattform mit nach außen gerichteten Sitzplätzen. Die Plattform schaukelt auf einer gewölbten Achterbahnschiene vorwärts und rückwärts. Dabei dreht sich die Plattform abwechselnd im Uhrzeigersinn und entgegen dem Uhrzeigersinn.

## Modelle
- Disk’O 24 Sitzplätze; Schiene U-förmig
- Mega Disk’O – 40 Sitzplätze; Schiene U-förmig.
- Disk’O Coaster – 40 Sitzplätze; Schiene W-förmig.

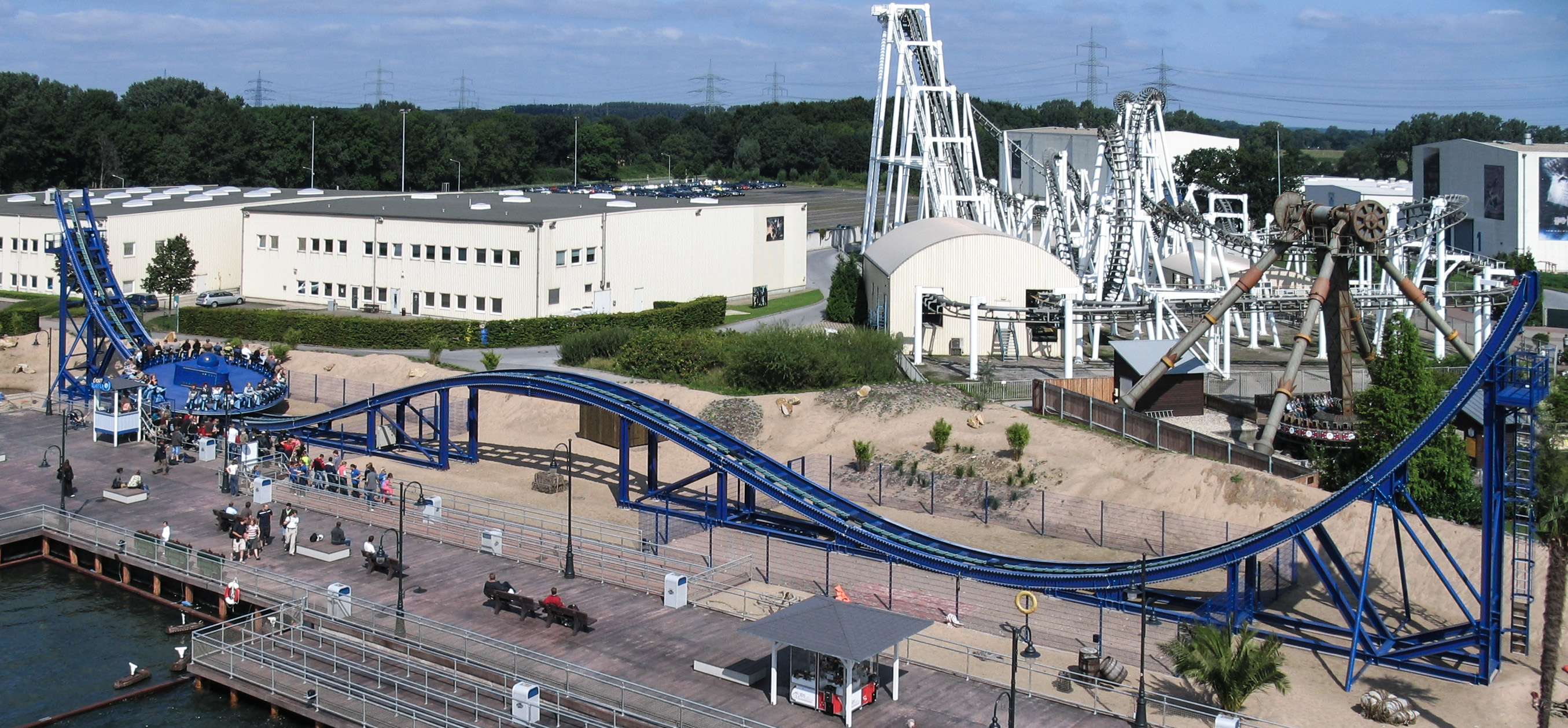
Disk’O Coaster Crazy Surfer im Movie Park Germany

## Freizeitparks mit Disk’O
| Name des Fahrgeschäftes    | Modell         | Park                             | Staat                  | Premiere |
| -------------------------- | -------------- | -------------------------------- | ---------------------- | -------- |
| Alba-Tossen                | Disk’O         | BonBon-Land                      | Dänemark               | 2004     |
| Avatar the last Air Bender | Disk’O Coaster | Kings Island                     | Vereinigte Staaten     | 2006     |
| Buffalo Bill Rodeo         | Disk’O Coaster | Mirabilandia                     | Italien                | 2016     |
| Ciklón                     | Disk’O         | Isla Mágica                      | Spanien                | 2005     |
| Cosmic Chaos               | Mega Disk’O    | Kennywood                        | Vereinigte Staaten     | 2007     |
| Crazy Surfer               | Disk’O Coaster | Movie Park Germany               | Deutschland            | 2007     |
| De Grote Golf              | Disk’O Coaster | Plopsaland Belgium               | Belgien                | 2013     |
| Discobélix                 | Disk’O Coaster | Parc Astérix                     | Frankreich             | 2016     |
| Disk’O                     | Disk’O         | Cypress Gardens Adventure Park   | Vereinigte Staaten     | 2004     |
| Disk’O                     | Disk’O         | Go Karts Plus                    | Vereinigte Staaten     | 2006     |
| Disk’O                     | Disk’O         | Golf N’ Stuff                    | Vereinigte Staaten     | 2004     |
| Disk’O                     | Disk’O         | Great Yarmouth Pleasure Beach    | Vereinigtes Königreich | 2004     |
| Disk’O                     | Disk’O         | Mount Olympus Water & Theme Park | Vereinigte Staaten     | 2005     |
| Disk’O                     | Disk’O         | Wunderland Kalkar                | Deutschland            | 2008     |
| Disk’O                     | Disk’O         | Happy Valley                     | Volksrepublik China    | 2006     |
| Dizzy Disk                 | Disk’O         | Dollywood                        | Vereinigte Staaten     | 2005     |
| Draken Nest                | Mega Disk’O    | Avonturenpark Hellendoorn        | Niederlande            | 2017     |
| Electro Spin               | Disk’O         | Silver Dollar City               | Vereinigte Staaten     | 2006     |
| Grizzli                    | Disk’O Coaster | Nigloland                        | Frankreich             | 2006     |
| Hanghai                    | Mega Disk’O    | Liseberg                         | Schweden               | 2009     |
| L’Apache                   | Mega Disk’O    | Papéa Parc                       | Frankreich             | 2015     |
| La Cavalerie               | Disk’O         | Fraispertuis City                | Frankreich             | 2005     |
| Le Disque du soleil        | Disk’O Coaster | Le PAL                           | Frankreich             | 2007     |
| Le Simoun                  | Disk’O         | La Mer de Sable                  | Frankreich             | 2016     |
| Mega Disk’O                | Mega Disk’O    | Didi’Land                        | Frankreich             | 2013     |
| Mia's Riding Adventure     | Disk’O Coaster | Legoland Windsor                 | Vereinigtes Königreich | 2015     |
| Navigator                  | Mega Disk’O    | Flamingo Land                    | Vereinigtes Königreich | 2005     |
| Ramba zamba                | Disk’O         | Adventure Island’s               | Vereinigtes Königreich | 2004     |
| Spinsanity                 | Mega Disk’O    | Six Flags St. Louis              | Vereinigte Staaten     | 2017     |
| Survivor: The Ride         | Disk’O Coaster | California’s Great America       | Vereinigte Staaten     | 2006     |
| Tifon                      | Mega Disk’O    | Parque de Atracciones de Madrid  | Spanien                | 2008     |
| Trombi                     | Disk’O         | Tykkimäki                        | Finnland               | 2005     |
| Fliegender Regenschirm     | Disk’O Coaster | Karls Erlebnisdorf Elstal        | Deutschland            | 2021     |
| Die große Welle            | Disk’O Coaster | Plopsaland Deutschland           | Deutschland            | 2021     |